# Tweede Kamerverkiezingen 2023/Kandidatenlijst/D66
Dit is de kandidatenlijst voor de Tweede Kamerverkiezingen van 2023 van Democraten 66 (D66)  zoals die op 13 oktober 2023 is vastgesteld door de Kiesraad.

## De lijst
- vet: verkozen
- schuin: voorkeurdrempel overschreden

1. Rob Jetten - 437.371 stemmen
2. Jan Paternotte - 19.645
3. Hans Vijlbrief - 10.067
4. Anne-Marijke Podt - 64.426
5. Joost Sneller - 2.094
6. Ilana Rooderkerk - 12.560
7. Wieke Paulusma - 12.771
8. Hanneke van der Werf - 9.840
9. Mpanzu Bamenga - 4.264
10. Tjeerd de Groot - 4.739
11. Marijke Synhaeve - 11.066
12. Lisa van Ginneken - 11.122
13. Salima Belhaj - 5.989
14. Faissal Boulakjar - 1.412
15. Fonda Sahla - 1.795
16. Felix Klos - 1.075
17. Hülya Kat - 1.907
18. Sjoerd Warmerdam - 580
19. Spencer Alberg - 1.022
20. Alexander Hammelburg - 548
21. Jieskje Hollander - 2.257
22. Loes ten Dolle - 3.226
23. Dorien Blommers - 924
24. Carline van Breugel - 1.997
25. Hans Teunissen - 896
26. Meryem Çimen - 1.261
27. Ouafa Oualhadj - 615
28. Marvin Putuhena - 304
29. Eelco Keij - 731
30. Veerle Brink - 778
31. Paul van Dorst - 553
32. Gerben Wijnja - 300
33. Margreet de Vries - 458
34. Frank Schoonbeek - 227
35. Mahjoub Mathlouti - 107
36. Wiebe Ruttenberg - 87
37. Joey Koops - 364
38. Kiki Hagen - 1.782
39. Gerben Hiemstra - 154
40. Judith Keijmel-den Boer - 511
41. Hilde Tjeerdema - 507
42. Elze Woudstra - 271
43. Anne-Lise Olsthoorn - 191
44. Caecilia van Peski - 524
45. Bonne van Hattum - 198
46. Hind Dekker-Abdulaziz - 580
47. Marco van Driel - 420
48. Linda Ruijs - 325
49. Pieter van der Gaag - 82
50. Enrico Bosters - 245
51. Donja Hoevers - 163
52. Veerle Fleur van de Vijver - 801
53. Pepijn Vemer - 117
54. David Wallast - 110
55. Elly André - 406
56. Anne Wesseling - 632
57. Remy Maessen - 279
58. Monique Schoonen - 228
59. Pepijn Pi Van de Venne - 430
60. Marlou Jenneskens - 1.130
61. Sander Janssen - 175
62. Laura de Vries - 249
63. Sumer Chaban - 204
64. Ton Louhenapessij - 126
65. Linda Nooitmeer - 488
66. Jaimi van Essen - 286
67. Joan Nunnely - 253
68. Nazmi Türkkol - 196
69. Peter van der Voort - 76
70. Marcelle Hendrickx - 303
71. Fleur Gräper-van Koolwijk - 429
72. Franc Weerwind - 210
73. Alexandra van Huffelen - 1.119
74. Ernst Kuipers - 682
75. Kajsa Ollongren - 727
76. Robbert Dijkgraaf - 3.247
77. Gunay Uslu - 658
78. Alexander Pechtold - 1.196
79. Jan Terlouw - 1.176
80. Sigrid Kaag - 5.028

1967 · 1971 · 1972 · 1977 · 1981 · 1982 · 1986 · 1989 · 1994 · 1998 · 2002 · 2003 · 2006 · 2010 · 2012 · 2017 · 2021 · 2023
VVD · D66 · GroenLinks-PvdA · PVV · CDA · SP · Forum voor Democratie · Partij voor de Dieren · ChristenUnie · Volt · JA21 · SGP · DENK · 50PLUS · BBB · BIJ1 · Piratenpartij - De Groenen · BVNL / Groep Van Haga · Nieuw Sociaal Contract · Splinter · Libertaire Partij · LEF - Voor de Nieuwe Generatie · Samen voor Nederland · Nederland met een PLAN · PartijvdSport · Politieke Partij voor Basisinkomen